# مقاطعة ويليمز (داكوتا الشمالية)
ويليمز (بالإنجليزية: Williams)‏ هي إحدى مقاطعات ولاية داكوتا الشمالية في الولايات المتحدة الأمريكية.